# Hippolyte Rigal
 (novembre 2021).
Paschal Hippolyte Rigal est un homme politique français né le 9 avril 1827 à Gaillac (Tarn) et décédé le 1er juin 1889 à Paris.

## Biographie
Fils de Joseph Rigal, député en 1849, il s'installe comme médecin à Castres en 1857 et occupe le poste de chirurgien chef de l'hospice jusqu'en 1879. Opposant au second Empire, il est élu conseiller général du canton de Gaillac en 1871, et sénateur républicain du Tarn de 1882 à 1889.

## Sources
- « Hippolyte Rigal », dans Adolphe Robert et Gaston Cougny, Dictionnaire des parlementaires français, Edgar Bourloton, 1889-1891 [détail de l’édition]